# Michael Miedl
Michael Miedl (* 10. Juli 1980 in Deggendorf) ist ein ehemaliger deutscher Fußballspieler, der auf der Position des Stürmers spielte.

## Karriere
Miedl begann mit dem Fußballspielen beim SV Schöfweg, wechselte von dort zum FC Tittling und schließlich zum FC Vilshofen. Vom FC Vilshofen aus schaffte er den Sprung in die Jugend des  TSV 1860 München. Während dieser Zeit spielte er auch für die Juniorennationalmannschaft und wurde mit der U-17 bei der WM 1997 in Ägypten Vierter, wobei er zu drei Einsätzen kam. Bei den „Löwen“ spielte er darauf zwei Jahre mit der Amateurmannschaft in der Regionalliga Süd. Während dieser Zeit musste er jedoch wegen eines Kreuzbandrisses ein halbes Jahr pausieren. Trotz dieser schwerwiegenden Verletzung verpflichtete ihn der Zweitliganeuling 1. FC Schweinfurt 05 zur Saison 2001/02. In dieser Saison lief er insgesamt 17 Mal für Schweinfurt auf, ohne dabei einen Treffer zu erzielen. Nach Ende der Saison stieg Schweinfurt schließlich in die Regionalliga ab. Dort spielte Miedl noch zwei Jahre für den Verein und erzielte dabei zwei Tore. Nachdem jedoch 2004 der Zwangsabstieg in die Bayernliga folgte, verließ auch Miedl den Verein. Nach seiner Zeit in Schweinfurt verbrachte er jeweils ein Jahr beim TSV Aindling und beim FC Ismaning, die zu diesem Zeitpunkt ebenfalls in der Bayernliga spielten. Seitdem spielte er zunächst bis 2011 weiterhin in der Landesliga Fußball, ist nun aber hauptberuflich Wirtschaftsingenieur. Anschließend wurde er Spielertrainer beim SV Riedlhütte in der Kreisliga.